# Nuno Bettencourt

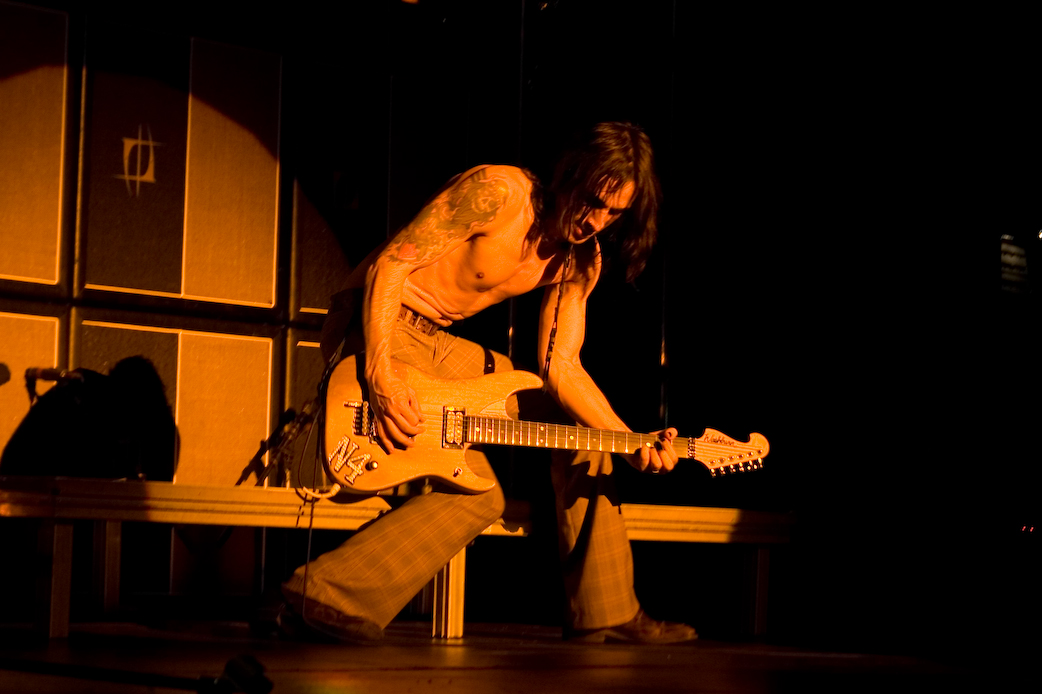

Nuno Bettencourt (Praia da Vitoria, Portugal), 20 september 1966), is een gitarist die bekend is geworden als bandlid van Extreme. Zijn volledige naam luidt Nuno Duarte Gil Mendes Bettencourt.
Het sologitaarspel van Bettencourt is duidelijk beïnvloed door Eddie van Halen. Wel wordt zijn gitaarspel als ritmisch gekenmerkt. Zijn lopende riffs en ritmische passages zijn kenmerkend voor zijn spel. Als tekst- en liedjesschrijver leunt hij meer op Queen, The Beatles en Prince.

## Biografie
Bettencourt werd geboren als jongste van tien kinderen. Op vierjarige leeftijd verhuisde het hele gezin naar Boston. Hij begon met het maken van muziek in zijn tienerjaren en probeerde drums, basgitaar en keyboards tot hij uitkwam op gitaar. Bettencourt speelde in verschillende bands, soms met zijn broers.
In 1985 begon hij met spelen bij Extreme. De band tekende een contract bij A&M en ze brachten hun debuutalbum uit in 1989. Ondanks een grote hit (More Than Words) kon de band met zijn vijf albums niet de benodigde aandacht van hun fans vasthouden en werd hij opgeheven in 1996.
In 1993 produceerde Bettencourt het album van de Australische hardrockband Baby Animals. Hij speelde ook mee als gastmuzikant. In het daaropvolgende jaar trouwde hij met de zangeres van de band, Suze DeMarchi.
Na het uiteenvallen van Extreme stortte Bettencourt zich op soloprojecten. Op zijn eerste soloalbum uit 1997, Schizophonic, speelde hij alle instrumenten zelf. Het album verkocht niet goed en Bettencourt vertrok bij zijn platenmaatschappij (A&M, net zoals van Extreme). In 1998 vormde Bettencourt een vaste begeleidingsband met zijn neef Donovan op bas en Mike Mangini die net als bij Extreme op de drums zou spelen. De band kreeg de naam Mourning Widows en tekende een contract bij Polydor Japan. Nog in datzelfde jaar kwam hun debuutalbum uit (met als titel Mourning Widows) en twee jaar later, in 2000 volgde het album Furnished Souls for Rent. Mangini werd in januari 1999 al vervangen door Jeff Consi.
In 2002 verscheen het titelloze album van de nieuwe groep van Bettencourt, Population One. Door problemen met rechten over deze bandnaam, ging de band verder als Dramagods. Onder deze naam brachten zij in 2005 een cd uit.
In mei 2007 verscheen er een cd van de nieuwe band van Perry Farrell met de titel Satellite Party. Bettencourt was de gitarist van deze band. In juni 2007 stond de band in het voorprogramma van Pearl Jam in het Goffertpark te Nijmegen.
In het najaar van 2008 ging Extreme op wereldtournee met Gary Cherone (zang), Pat Badger (bas) en Bettencourt als oorspronkelijke leden. Ook verscheen er een nieuwe cd.
In 2010 was Bettencourt op tournee met de R&B-zangeres Rihanna.
- Bibsys: 10004556
- Bibliothèque nationale de France: cb13971442v (data)
- Gemeinsame Normdatei: 134778464
- International Standard Name Identifier: 0000 0000 7839 8005
- MusicBrainz: 4ec9e51f-0467-4137-b2e7-f70402cb5565
- Nationale Bibliotheek van Tsjechië: xx0086498
- Istituto Centrale per il Catalogo Unico: DDSV162308
- Virtual International Authority File: 30145971371432330437